# Nevrincea, Timiș
Nevrincea (Nőrincse în maghiară), este un sat în comuna Bethausen din județul Timiș, Banat, România. Are haltă la calea ferată Lugoj-Ilia. Distanța pe cale ferată până la municipiul Lugoj este de 18 km.

## Istorie
Prima atestare documentară datează din anul 1371 cu numele Neurinche.

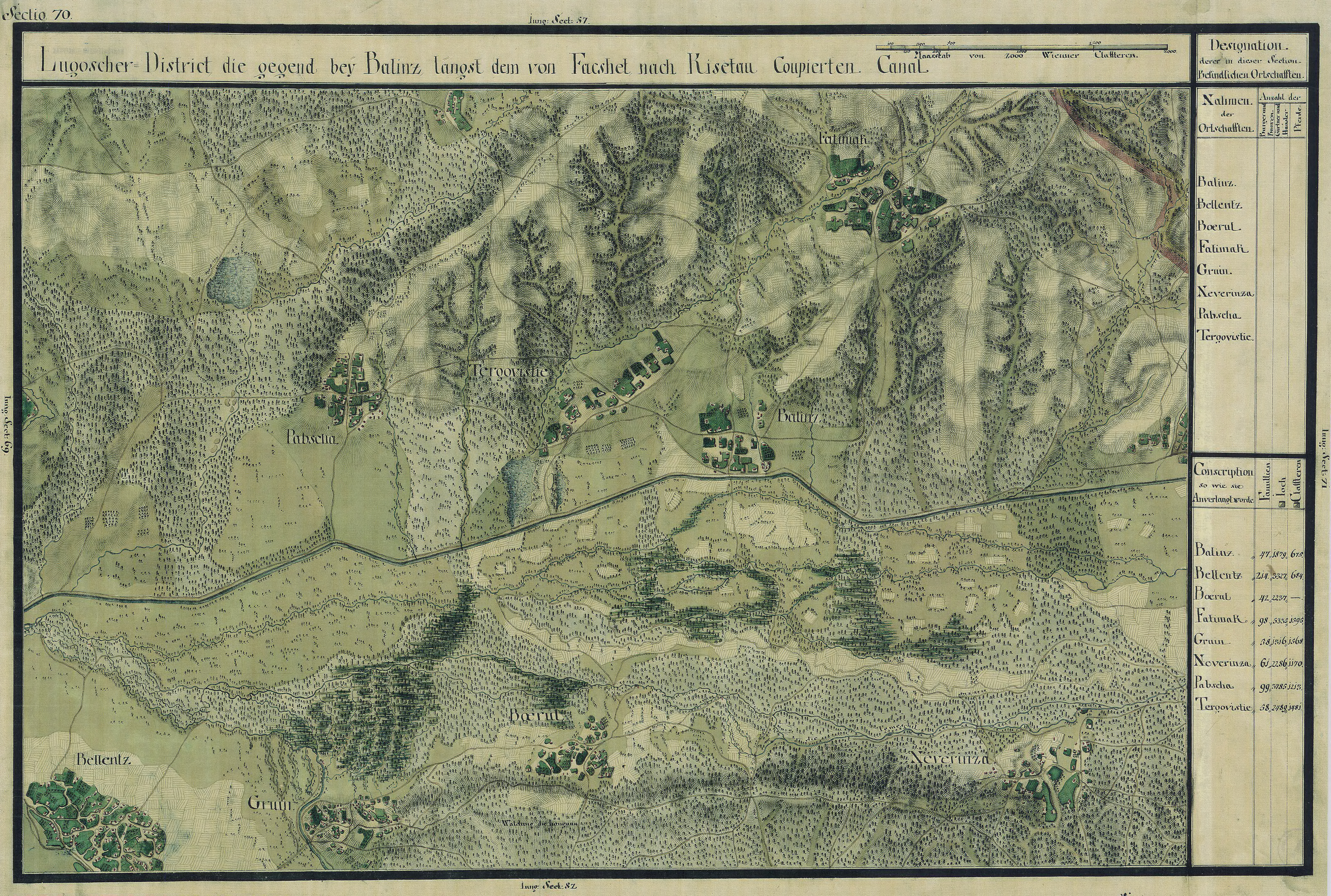
Nevrincea în Harta Iosefină a Banatului, 1769-72

## Populație
La recensământul din 2002, Nevrincea avea 239 locuitori, dintre care 201 români, 21 ucrainieni și 17 maghiari.

## Biserici
- Biserica "Nașterea Maicii Domnului", datată 1834.
- Biserica Romano-Catolică, din 1911.

## Personalitati
- Preotul greco-catolic Dumitru Neda, canonic mitropolitan, ziarist și profesor la Academia Teologică din Blaj, s-a născut in Nevrincea la 22 februarie 1893. A făcut studii teologice la Viena și Innsbruck, după care a devenit notar consistorial al Diecezei Lugojului, apoi profesor la Academia Teologică din Blaj.

## Ruga
Ziua localității se sărbătorește pe data de 8 septembrie, dată la care are loc și tradiționala "rugă" bănățeană, manifestare ce marchează acest eveniment.